# Saison 2016 de l'équipe cycliste Differdange-Losch
La saison 2016 de l'équipe cycliste Differdange-Losch est la douzième de cette équipe.

## Préparation de la saison 2016

### Arrivées et départs
| Arrivées          | Équipe 2015                           |
| ----------------- | ------------------------------------- |
| Tiago da Silva    |                                       |
| Serge Dewortelaer | Veranclassic-Ekoï                     |
| Alliaume Leblond  | SCO Dijon                             |
| Jan Petelin       | Selle Italia-Cieffe-Ursus             |
| Gabriel Reguero   | Mutua de Levante-Valencia Terra y Mar |
| Wayne Stijns      |                                       |
| Devid Tintori     | Gragnano Sporting Club Gesam Gas      |
| Larry Valvasori   | VV Tooltime Préizerdaul               |

| Départs            | Équipe 2016                      |
| ------------------ | -------------------------------- |
| Rick Ampler        |                                  |
| Boris Carène       | AS Baie-Mahault                  |
| Johan Coenen       |                                  |
| Thomas Deruette    | Wallonie Bruxelles-Group Protect |
| Pol Flesch         |                                  |
| Sven Fritsch       |                                  |
| Christian Helmig   |                                  |
| Edgaras Kovaliovas |                                  |
| Kacper Nowicki     |                                  |
| Manuel Stocker     |                                  |

## Coureurs et encadrement technique

### Effectif
| Cycliste          | Date de naissance | Nationalité | Équipe 2015                           |  |
| ----------------- | ----------------- | ----------- | ------------------------------------- |  |
| Filip Bengtsson   | 17 septembre 1995 | Suède       | Differdange-Losch                     |  |
| Ivan Centrone     | 17 septembre 1995 | Luxembourg  | Differdange-Losch                     |  |
| Tiago da Silva    | 6 février 1997    | Luxembourg  |                                       |  |
| Jānis Dakteris    | 20 mai 1991       | Lettonie    | Differdange-Losch                     |  |
| Serge Dewortelaer | 28 octobre 1991   | Belgique    | Veranclassic-Ekoï                     |  |
| Pontus Kastemyr   | 28 mars 1995      | Suède       | Differdange-Losch                     |  |
| Gediminas Kaupas  | 7 septembre 1988  | Lituanie    | Differdange-Losch                     |  |
| Alliaume Leblond  | 2 juin 1992       | France      | SCO Dijon                             |  |
| Krisztián Lovassy | 23 juin 1988      | Hongrie     | Differdange-Losch                     |  |
| Jan Petelin       | 2 juillet 1996    | Luxembourg  | Selle Italia-Cieffe-Ursus             |  |
| Cedric Raymackers | 19 juin 1992      | Belgique    | Differdange-Losch                     |  |
| Gabriel Reguero   | 6 avril 1993      | Espagne     | Mutua de Levante-Valencia Terra y Mar |  |
| Wayne Stijns      | 9 août 1993       | Pays-Bas    |                                       |  |
| Tom Thill         | 31 mars 1990      | Luxembourg  | Differdange-Losch                     |  |
| Devid Tintori     | 6 novembre 1989   | Italie      | Gragnano Sporting Club Gesam Gas      |  |
| Larry Valvasori   | 30 mai 1996       | Luxembourg  | VV Tooltime Préizerdaul               |  |

## Bilan de la saison

### Victoires
| Date       | Course                                           | Pays  | Classe | Vainqueur       |
| ---------- | ------------------------------------------------ | ----- | ------ | --------------- |
| 23/06/2016 | Championnat de Suède du contre-la-montre espoirs | Suède | CN     | Pontus Kastemyr |